# سحلية بونغوي المسطحة
سحلية بونغوي المسطحة (بالإنجليزية: Pungwe flat lizard) واسمها العلمي Platysaurus pungweensis هي نوع من أنواع السحالي ينتمي إلى فصيلة كورديلات، والتي تُعرف بمجموعة السحالي المُدرّعة أو الشبيهة بالتنين.

## التوزيع والموطن
توجد هذه السحلية في مناطق شرق زيمبابوي وغرب موزمبيق، خاصة حول وادي بونغوي الذي سُمّيت نسبة إليه. تعيش عادةً في المناطق الصخرية الجافة والسافانا، حيث تختبئ بين الشقوق الصخرية وتتغذى على الحشرات والنباتات الصغيرة.

## الخصائص
تتميز سحلية بونغوي بجسم مفلطح يسمح لها بالانزلاق بين الصخور الضيقة، كما تُظهر الذكور ألوانًا زاهية مميزة، بينما تكون الإناث أكثر خفوتًا في التلوين. ويُعتقد أن هذه الألوان تلعب دورًا في جذب الإناث والدفاع عن الأراضي.

## حالة الحفظ
لا تُعد السحلية مهددة بشكل كبير، لكنها قد تتأثر بفقدان الموائل نتيجة التوسع الزراعي والتنمية العمرانية في موطنها الطبيعي. لم تُدرج حاليًا على قوائم الأنواع المهددة في الاتحاد الدولي لحفظ الطبيعة (IUCN).

## وصلات خارجية
- قاعدة بيانات الزواحف – Platysaurus pungweensis